# Leptophis mexicanus
Leptophis mexicanus — вид змій родини вужеві (Colubridae). Вид зустрічається у лісах Мексики, Гватемали, Белізу, Сальвадору, Нікарагуа та Коста-Рики. Тіло сягає 120 см завдовжки.

## Підвиди
- L. m. hoeversi Henderson, 1976
- L. m. mexicanus A.M.C. Duméril, Bibron & A.H.A. Duméril, 1854
- L. m. septentrionalis Mertens, 1972
- L. m. yucatanensis Oliver, 1942